# Hatschekia japonica
Hatschekia japonica is een eenoogkreeftjessoort uit de familie van de Hatschekiidae. De wetenschappelijke naam van de soort is voor het eerst geldig gepubliceerd in 1985 door Jones J.B..